# ドゥ・ユー・ウォント・トゥ
Do You Want To（ドゥ・ユー・ウォント・トゥ）は、フランツ・フェルディナンドのシングルで、アルバム「You Could Have It So Much Better」に収録されていた曲である。2005年9月19日に発売され、全英シングルチャートで#4を記録した。また、ビデオヴァージョンは8月23日に先行発売され、MTVで放送された。
この曲はソニー『ウォークマンAシリーズ』『NETJUKE』のCMソングとして、またマッドハウスによるアニメ「Paradise Kiss」のエンディングソングにも使われた。
Sound Opinionsのフォーラムでシングルに命名され、2005年のTriple Jで10位に選ばれた。

## 曲目

### イギリスヴァージョン
- 7" RUG211

1. "Do You Want To"
2. "Get Away"

- CD RUG211CD

1. "Do You Want To"
2. "Your Diary"

- Maxi-CD RUG211CDX

1. "Do You Want To"
2. "Fabulously  Lazy"
3. "What You Meant" (Acoustic Version)

- 12" RUG211T

1. "Do You Want To" (Erol Alkan Glam Racket remix)
2. "Do You Want To" (original version)

### ヨーロッパヴァージョン
- Cardsleeve CD

1. "Do You Want To"
2. "Your Diary"

### 日本ヴァージョン
1. Do You Want To